# Chalepogenus luciane
Chalepogenus luciane är en biart som först beskrevs av Urban 1996.  Chalepogenus luciane ingår i släktet Chalepogenus och familjen långtungebin. Inga underarter finns listade i Catalogue of Life.